# Jorge Algora
Jorge Algora és un director de cinema espanyol (Madrid, 27 de gener de 1963).

## Biografia
Estudia al Reial Conservatori Superior de Música de Madrid i a la Reial Escola Superior d'Art Dramàtic.
Realitza la seva primera peça audiovisual el 1984, des de llavors i fins avui, treballa ininterrompudament en la direcció i realització de pel·lícules, documentals, programes de televisió i publicitat.
Comença a desenvolupar la seva activitat a Madrid i es trasllada a Galícia el 1986, on realitza la major part de les seves produccions. El 1984-1985 fou realitzador i guionista del Centro de Ayudas a la Enseñanza con Medios Audiovisuales (CAE/MAV) de Madrid i el 1986-0987 de CAI Producciones.
Actualment és director i realitzador d'Adivina Producciones, productora de cinema, televisió i publicitat
El 2017 fou escollit president del Clúster Audiovisual Galego càrrec del que en fou reescollit el 2020.

## Filmografia seleccionada

### Documentals
- Comarcas de Galicia (1993-1995, documental de 8 capítols; realització)
- Descúbreme (1993, documental de 4 capítols; direcció i realització)
- Emigrantes en terra de emigrantes (2002, documental; direcció)
- Galicia visual (2002-2003, documental seriat de 104 capítols; direcció)
- Terra de náufragos (2003, documental; direcció)
- Camiño de Santiago. A orixe (2004, documental; direcció i guió)
- Destino a festa (2007, documental; dirección e guión)

### Televisió
- Mentíndolle á vida (2005, telefilm; direcció i guió)

### Llargmetratges
- O neno de barro (2007, llargmetratge). 9 Premis Mestre Mateo de 2007 de l'Acadèmia Gallega de l'Audiovisual i Premi Paoa del Festival Internacional de Cinema de Viña del Mar.[7]
- Inevitable (2014)[8]